# Marsa (opera)
Marsa (Marfa) è un'opera in due atti di Carlo Coccia, su libretto di Giovanni Emanuele Bidera. La prima rappresentazione ebbe luogo al Teatro San Carlo di Napoli il 13 luglio 1835 e «incontrò il pubblico favore».
Gli interpreti della prima rappresentazione furono:
| Personaggio | Interprete                 |
| ----------- | -------------------------- |
| Marsa       | Giuseppina Ronzi de Begnis |
| Demetrio    | Gilbert-Louis Duprez       |
| Vasili      | Domenico Cosselli          |
| Osvaldo     | Carlo Porto-Ottolini       |
| Lonvischi   | Achille Balestracci        |
| Fedora      | Teresa Zappucci            |
| Petrovitz   | Domenico Raffaelli         |

## Struttura musicale
- Sinfonia

### Atto I
- N. 1 - Introduzione Il Polono! Oh come audace - Tregua ormai. Del nostro impero (Coro, Osvaldo)
- N. 2 - Cavatina di Vasili Crebbe all'ombra degli altari (Vasili, Osvaldo, Coro)
- N. 3 - Cavatina di Marsa Se te gran Dio terribile (Marsa, Osvaldo, Coro)
- N. 4 - Cavatina di Demetrio Dunque è ver son'io l'erede (Demetrio, Lonvischi, Coro)
- N. 5 - Terzetto fra Demetrio, Osvaldo e Vasili Mira io son... Demetrio io son... (Demetrio, Osvaldo, Vasili, Coro)
- N. 6 - Coro Stassi all'altar domestico
- N. 7 - Finale I Qual silenzio? Qual mistero? (Demetrio, Marfa, Vasili, Osvaldo, Lovinschi, Coro, Fedora)

### Atto II
- N. 8 - Aria di Marsa Vi dischiudete, o marmi
- N. 9 - Duetto fra Marsa e Vasili Taci! Da quella tomba
- N. 10 - Coro Cupo silenzio
- N. 11 - Quartetto Vieni, ah! Vieni (Vasili, Demetrio, Marsa, Osvaldo, Coro)
- N. 12 - Finale II Al mio rimorso credi! (Vasili, Marsa, Demetrio, Lovinschi, Coro)